# کلید حذف

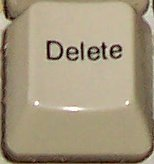
کلید حذف بر روی صفحه کلید

کلید حذف (به انگلیسی: Delete key) یکی از کلیدهای صفحه کلید است. کلید Delete برای پاک کردن کاراکتر بعدی، پرونده‌ها و پوشه‌ها استفاده می‌شود.

## تفاوت حذف و پس‌بر
فرق این کلید با کلید پس بر (Backspace) در این است که این کلید کاراکتر قبلی را پاک میکند کلید حذف (Delete key) کاراکتر بعدی را پاک میکند.